# Parigi-Troyes 2007
La Parigi-Troyes 2007, quarantanovesima edizione della corsa e valida come evento dell'UCI Europe Tour 2007 categoria 1.2, si svolse il 18 marzo 2007 su un percorso totale di circa 176,4 km. Fu vinto dal russo Jurij Trofimov che terminò la gara in 4h27'23", alla media di 39,58 km/h.
Partenza con 177 ciclisti, dei quali 48 portarono a termine la gara.

## Ordine d'arrivo (Top 10)
| Pos. | Corridore         | Squadra        | Tempo    |
| ---- | ----------------- | -------------- | -------- |
| 1    | Jurij Trofimov    | Moscow Stars   | 4h27'23" |
| 2    | Andrej Kljuev     | Moscow Stars   | s.t.     |
| 3    | Rein Taaramäe     | Roue Or St Am. | a 2'19"  |
| 4    | Ivan Seledkov     | Moscow Stars   | a 3'25"  |
| 5    | Jakob Fuglsang    | Designa Køk.   | s.t.     |
| 6    | Sébastien Duret   | Bretagne       | a 3'28"  |
| 7    | Kalle Kriit       | Roue Or St Am. | a 3'33"  |
| 8    | Jean-Luc Delpech  | Bretagne       | a 4'01"  |
| 9    | Olivier Grammaire | SCO Dijon      | s.t.     |
| 10   | Charles Guilbert  | Bretagne       | s.t.     |